# 1791 Пацаєв
1791 Пацаєв (1791 Patsayev) — астероїд головного поясу, відкритий 4 вересня 1967 року.
Тіссеранів параметр щодо Юпітера — 3,326.